# Nuna 3

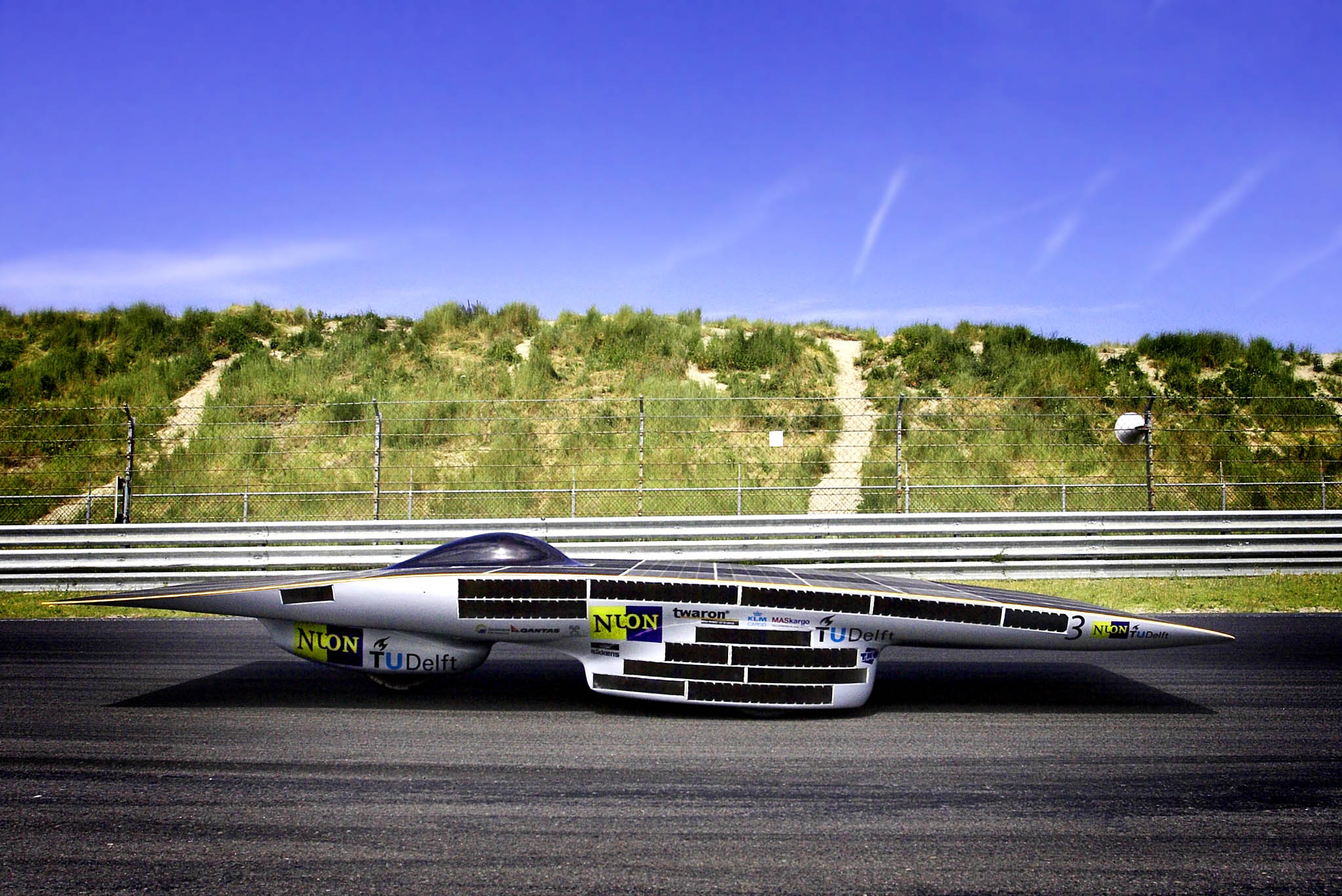
De Nuna3 op het circuit van Zandvoort

De Nuna 3 is een voertuig dat zonne-energie als krachtbron gebruikt. De Nuna 3 was gebouwd om deel te nemen aan de World Solar Challenge 2005 in Australië. De Nuna 3 is winnaar geworden van deze race door de afstand van Darwin naar Adelaide, 3021 km, in een recordtijd van 29 uur en 11 minuten (gemiddeld ongeveer 103 km/uur) af te leggen.
De auto was gebouwd door studenten van de Technische Universiteit Delft, verenigd in het Nuon Solar Team.
Ten opzichte van zijn voorgangers, Nuna 1 en Nuna 2, waren er verbeteringen aangebracht in de aerodynamica, waren er iets betere zonnecellen gebruikt, en was het gewicht lager. Verder waren er vele kleine verbeteringen doorgevoerd.

## Het team

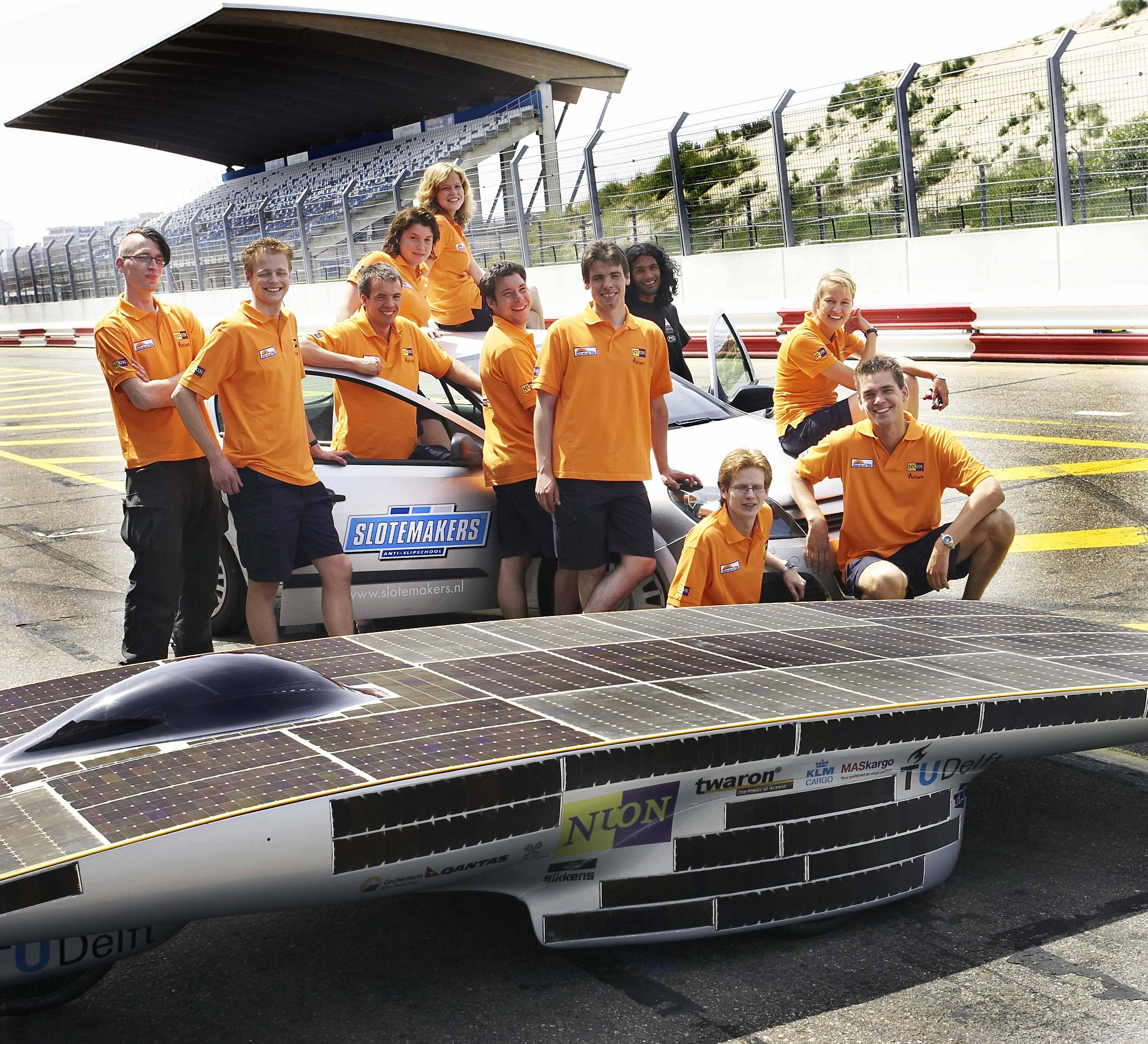
Het team op Zandvoort

Het Nuon Solar Team bestond uit elf studenten van de Technische Universiteit Delft (TUDelft). Zij zijn afkomstig van uiteenlopende studierichtingen en hadden hun studie vanaf september 2004 op een (heel) laag pitje gezet, om gezamenlijk de vernieuwde Nuna 3 te ontwerpen en te bouwen. Omdat het tussen de belangrijkste kanshebbers om de race te winnen om minieme verschillen gaat, was het zaak te leren van de succesvolle voorganger Nuna 2 en op vele details verbeteringen te bedenken en uit te testen.
De TU draagt bij door het beschikbaar stellen van hightech-werkplaatsen en laboratoria. Het team werd geadviseerd door Nederlands eerste astronaut Wubbo Ockels, die aan de TU (Faculteit Lucht- en Ruimtevaarttechniek) verbonden was als hoogleraar.

## De auto - Belangrijkste specificaties
| Afmetingen                      | 5 x 1,8 x 0,8 m | (l x b x h) |
| Massa (zonder coureur)          | 189 kg          | |
| Wielen                          | 3 wielen        | 2 voor, 1 achter |
| Effectief oppervlak zonnepaneel | 9 m2            | |
| Rendement zonnecellen           | ± 27%           | De cellen zijn gemaakt van GaAs, dit type cellen wordt ook in de ruimtevaart gebruikt. Ter vergelijking: het rendement van de meest gebruikte panelen voor de opwekking van elektriciteit is 15% |
| Luchtweerstand-coëfficiënt      | 0,07            | Ter vergelijking: hedendaagse auto's hebben een waarde tussen 0,25 en 0,35 |
| Rendement aandrijfmotor         | > 97%           | Ter vergelijking: een gemiddelde elektromotor heeft een rendement van 85% |
| Capaciteit batterijen           | 5 kWh           | Ter vergelijking: een gewone 80 Ah autoaccu met een gewicht van 24 kg, heeft omgerekend een capaciteit van 1 kWh                                                                                 |
| Massa accu                      | 30 kg           | Ter vergelijking: een gewone 80 Ah autoaccu met een gewicht van 24 kg, heeft omgerekend een capaciteit van 1 kWh                                                                                 |

## Technische hoogstandjes
Om een goede kans te maken de race te winnen, moet de auto:
- in staat zijn onderweg zo veel mogelijk energie van de zon op te vangen (zie bij de zonnecellen)
- zo min mogelijk energie verbruiken om met een bepaalde snelheid te rijden; dit betekent dat er buitengewone aandacht is voor:
  - het rendement waarmee de elektrische energie wordt omgezet in de mechanische energie van het aangedreven wiel
  - de totale rijweerstand, die wordt beïnvloed door:
    - de luchtweerstand
    - de rolweerstand

### De zonnecellen
De zonnecellen zijn gemaakt van Galliumarsenide (GaAs) en bestaan uit drie lagen (GaAs Advanced Triple Junction). Zonlicht dat door de bovenste laag heen dringt, wordt dan in de volgende lagen wederom benut om lichtenergie om te zetten in elektriciteit. Dit type zonnecellen behoort tot het beste dat momenteel beschikbaar is. Het rendement is meer dan 26%.
Behalve zonnecellen met een hoog rendement, is het ook belangrijk om een zo groot mogelijk oppervlak aan zonnecellen te hebben. Vandaar dat de zonnecellen het hele bovenoppervlak (met uitzondering van de cockpit) bedekken. Elke zonnecel levert de maximale elektrische energie als de zonnestralen loodrecht daarop invallen. Als dat niet het geval is, neemt de geleverde elektrische energie af (ongeveer met de cosinus van de hoek met de normaal). Omdat de race van 2005 in september (in plaats van oktober of november in voorgaande jaren) gehouden wordt, staat de zon in Australië, waar het dan vroeg in het voorjaar is lager aan de hemel. Om hiervoor te compenseren zijn nu ook zo veel mogelijk cellen aan de zijkant (m.n. op de wielkappen) van de auto aangebracht.

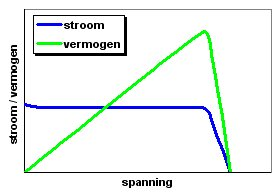
Spanning-stroom karakteristiek van een zonnecel

Een zonnecel levert bij een bepaalde hoeveelheid zonlicht een bepaalde hoeveelheid stroom. De spanning van de zonnecel is dan weer afhankelijk van de belasting (meer precies: de weerstand van de belasting). Het vermogen is het product van spanning en stroom en is dus ook afhankelijk van de belasting. Boven een bepaalde spanning zakt de stroom van een zonnecel vrij snel naar nul, zoals in de grafiek hiernaast is weergegeven.
De accu's hebben echter een vrij constante spanning, die bovendien nog eens een heel andere waarde heeft dan die van de zonnecellen. Daarom dient een spanningstransformatie plaats te vinden. Omdat het hier om gelijkstroom gaat, is een normale transformator, die alleen met wisselstroom werkt, niet bruikbaar.
Voorts moet de spanningsomzetter ervoor zorgen dat de belasting die de zonnecellen zien zodanig is, dat de zonnecellen het maximale vermogen afleveren, dus op de top van de groene lijn in de grafiek zitten. Het apparaat dat dit doet heet Maximum Power Point Tracker (MPPT). Ook hier gaat het om het behalen van een zo hoog mogelijk rendement (>97%) van deze conversie. Er zitten in totaal 4 MPPT's in Nuna3, waarbij de ingaande spanning (spanning van het paneel) tussen de 96 en de 135 volt ligt, de uitgaande spanning is de accu-spanning, welke maximaal ongeveer 200 volt is.

### Aerodynamisch ontwerp

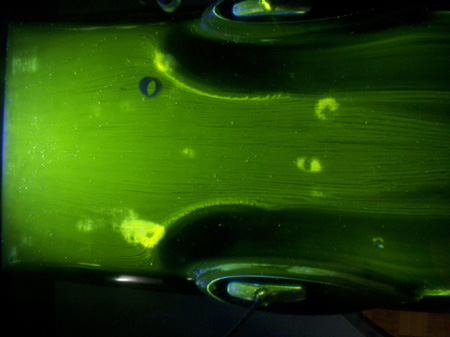
Onderzijde van het Nuna 3 model in de windtunnel

De aerodynamische weerstand is een belangrijk onderdeel van de totale weerstand die de wagen tijdens het rijden ondervindt. Van invloed zijn het frontale oppervlak en de stroomlijn. Elke afwijking van de ideale stroomlijn zal namelijk wervelingen in de lucht veroorzaken en dat kost energie. De ideale stroomlijn wordt in een aantal stappen gerealiseerd:
1. Door computersimulaties van het ontwerp.
2. Door testen van een schaalmodel in een windtunnel. Door bijvoorbeeld op dit model vloeibare kleurstoffen aan te brengen, is dan te bestuderen hoe de luchtstromen over het oppervlak verlopen. De foto hiernaast is genomen tijdens een van de testen in de windtunnel van het Lage Snelheids Laboratorium van de TU Delft.
3. Door testen van de echte wagen in een windtunnel. Hiervoor is de Duits-Nederlandse windtunnel in Emmeloord gebruikt.

Uit de meteorologische gegevens van het gebied waar de wedstrijd plaatsvindt is te concluderen dat rekening gehouden moet worden met sterke zijwind. De wielkappen van Nuna 3 zijn nu zo ontworpen dat die bij zijwind een extra voortstuwend effect hebben.

### Aandrijfmotor

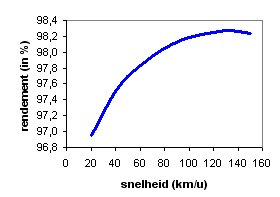
Rendement van de Biel motor

De motor is volledig ingebouwd in het aangedreven (achterste) wiel. Daarmee wordt voorkomen dat er verliezen ontstaan als gevolg van de transmissie tussen motor en wiel, zoals dat bij een normale auto in de versnellingsbak en de cardanaandrijving wel gebeurt.
De motor is een verbeterd ontwerp ontwikkeld door de Zwitserse firma Drivetek, een spin-off van de Hochschule für Technik und Architektur Biel. De verbeteringen betreffen: een 30% lager gewicht (10 kg), 50% meer vermogen (ruim 2400 W) en een 45% hoger koppel (20 Nm).
Het rendement van de motor is eveneens verbeterd en ligt nu boven 98%. Maar zoals uit de hiernaast afgebeelde grafiek blijkt is dit rendement wel enigszins afhankelijk van de snelheid en hoger naarmate harder gereden wordt.

### Prestaties
Gedurende een van de vele testen in Nederland voorafgaand aan de verscheping naar Australië, heeft de Nuna 3 een snelheid behaald van 130 km/uur. Op de eerste dag van de race werd een recordsnelheid behaald van 140 km/uur.

### Cruise Control
Nuna3 is de eerste en enige auto in de WSC die een adaptive cruise control heeft. Dit houdt in dat de ideale snelheid, die in Mission Control (de auto achter Nuna) wordt bepaald, direct naar de cruise control wordt doorgestuurd. De auto zal dus, zonder dat de coureur iets doet, versnellen of vertragen om de optimale snelheid zo goed mogelijk aan te houden. De coureur hoeft alleen maar te zorgen dat de auto op de weg blijft.

## De race
Om de race te winnen is niet alleen een uiterst geavanceerde auto nodig, maar moet het traject ook op de slimste manier bereden worden. Daarom heeft het team in de twee maanden voorafgaand aan de race uitvoerig het traject verkend en bijvoorbeeld de hoogteverschillen die overbrugd moeten worden in kaart gebracht en aan gps gegevens gekoppeld. Dit alles om tijdens de race zelf zo goed mogelijk voorbereid te zijn om op elk moment de optimale rijsnelheid te kunnen bepalen.

### Strategie
Ondanks alle testen en ander voorbereidingen blijft er een onbekende: het weer. De hoeveelheid zonneschijn die opgevangen kan worden, welke op zich ook weer afhangt van het uur van de dag, zal door bewolking sterk beïnvloed worden. Tijdens de race is het dus zaak continu op de hoogte te zijn van de verwachte weersomstandigheden op het traject dat bereden wordt.

Al die gegevens dienen als input voor een computermodel dat op elk moment berekent wat de optimale snelheid is die de coureur dient aan te houden.

### Het konvooi
Naast de coureur is dus de volgkaravaan minstens even belangrijk. Gewone auto's, die volgestopt zitten met computers en andere apparatuur. Via telemetrie ontvangen die voortdurend gegevens over de actuele toestand van de batterijen en de hoeveelheid zonne-energie die wordt ingevangen. Dat zijn ook gegevens die de computer ingaan om de beste rijsnelheid te kunnen berekenen.

## Verloop van de World Solar Challenge
5 augustus 2005
Het team arriveert in Adelaide.
2 september 2005
De road permit (de goedkeuring om op de openbare weg te mogen rijden) is verleend.
16 september 2005
Tijdens een testrit belandt de auto in de "rough" naast de weg. Een defecte wielophanging blijkt de oorzaak. De schade is te overzien en is na enkele dagen gerepareerd.
22 september 2005
De Nuna 3 wordt goedgekeurd door de organisatie. M.a.w. voldoet aan de eisen die in het wedstrijdreglement gesteld zijn.
24 september 2005
De Nuna 3 kwalificeert zich voor de 8e startpositie. Dat is beter dan de startposities die de twee voorgangers wisten te bereiken.
25 september 2005
De Nuna 3 heeft de eerste dag een afstand van 827 km afgelegd en neemt daarmee de koppositie in met een voorsprong van een half uur op nummer twee: het Michigan Team.
26 september 2005
Op de tweede dag heeft de Nuna 3 een afstand afgelegd van 835 km. De langste ooit tijdens een World Solar Challenge. De voorsprong op de nummer 2, het team van Michigan, bedraagt nu 132 km.
27 september 2005
Het dagrecord is wederom verbeterd. Er werd 858 km afgelegd, wat neerkomt op een gemiddelde van 107 km/uur, iets onder de maximumsnelheid van 110 km/uur in Zuid Australië. De voorsprong op nummer 2, nu het Australische Aurora team, is opgelopen tot 2 uur. Er is nog 500 km te gaan.
28 september 2005
Nuna 3 is de winnaar met een gemiddelde snelheid van 102,75 km/h, een nieuw record.

## De belangrijkste tegenstanders
De Universiteit van Michigan, de winnaar van de American Solar Challenge was een van de belangrijkste tegenstanders. Daarnaast waren de auto van het MIT en misschien het Japanse Ashiya University Team concurrenten.
Dit jaar zal ook voor het eerst tegenstand worden geboden door twee andere Europese teams: het andere Nederlands team, het Raedthuys Solar Team van de Universiteit Twente en het Umicore Solar Team uit Leuven.

## Oudejaarsstunt
De Nuna 3 werd op 27 december 2005 ontvreemd uit een werkplaats van de Technische Universiteit in Delft. Op nieuwjaarsdag 2006 dook de zonnewagen weer op bij Hotel Vreewijk in Drachten. Hij was als oudejaarsstunt meegenomen door oudejaarsploeg "Vrijstaat Folgeren" uit Drachten. Ze wilden daarmee de hoge benzineprijzen onder de aandacht brengen. Deze oudejaarsploeg trok tijdens de jaarwisseling 2003/2004 ook al de aandacht door het schip de Neeltje Jacoba mee te nemen..